# Albert Claude
Albert Claude (24.8.1899 – 22.5.1983) là một nhà sinh học người Bỉ, đã đoạt Giải Nobel Sinh lý và Y khoa năm 1974.

## Cuộc đời và Sự nghiệp
Ông học Y khoa ở trường Đại học Liège (Bỉ). Trong mùa đông 1928-1929 ông làm việc ở Berlin, lúc đầu tại "Institut für Krebsforschung" (Viện nghiên cứu Ung thư), sau đó ở Kaiser Wilhelm Institute for Biology (Viện Sinh học hoàng đế Wilhelm) ở Dahlem trong phòng thí nghiệm cấy mô của giáo sư Albert Fischer.
Trong mùa hè năm 1929 ông gia nhập Viện Rockefeller (Hoa Kỳ). Khi làm việc ở Đại học Rockefeller trong thập niên 1930 và 1940, ông đã sử dụng kính hiển vi điện tử để nghiên cứu các tế bào sâu xa hơn nhằm hiểu biết cách khoa học về cấu trúc và chức năng của tế bào. Ông đã phát hiện ra lục lạp trong tế bào.
Năm 1930, Claude khám phá ra quá trình phân đoạn tế bào (cell fractionation), một khám phá tiên phong trong thời đó. Quá trình này gồm có việc nghiền các tế bào để phá vỡ màng và làm cho nội chất của tế bào thoát ra. Sau đó Claude lọc các màng tế bào và đặt tế bào chất còn lại vào trong một máy ly tâm để tách chúng ra theo khối lượng. Ông chia nội dung được ly tâm thành các phần nhỏ, mỗi phần thuộc khối lượng đặc trưng, và khám phá ra là các phần nhỏ đặc biệt có trách nhiệm cho các chức năng đặc biệt của tế bào.
Năm 1949, ông trở thành giám đốc Viện Jules Bordet (Trung tâm nghiên cứu khối u) của Đại học tự do Bruxelles (Université libre de Bruxelles, viết tắt là ULB) ở Bruxelles cho tới năm 1970.
Năm 1970, ông được Đại học Columbia thưởng Giải Louisa Gross Horwitz cùng với George Palade và Keith Porter.
Về công trình khám phá liên quan tới việc tổ chức theo cấu trúc và chức năng của tế bào, Claude đoạt Giải Nobel Sinh lý và Y khoa năm 1974 cùng với George Palade và Christian de Duve.

## Linh tinh
Năm 2005, thị xã Neufchâteau (Bỉ) đã đặt tên một đường phố theo tên ông, ở gần nơi sình của ông.